# Behind Blue Eyes
„Behind Blue Eyes“ je píseň anglické rockové skupiny The Who. Původně vyšla na jejich pátém albu Who's Next v srpnu 1971 a následně byla v listopadu téhož roku vydána jako singl. Na americké verzi se na její B-straně nacházela skladba „My Wife“, na evropské pak „Going Mobile“. Napsal ji kytarista Pete Townshend a původně měla být součástí rockové opery nazvané Lifehouse. Píseň byla původně nahrána v newyorském studiu Record Plant Studios dne 18. března 1971 a skupinu zde na Hammondovy varhany doprovázel Al Kooper; na albu Who's Next se však tato verze nenachází, vyšla až v roce 1995 jako bonus na jeho reedici. Jinou verzi, tentokrát demonahrávku, vydal Townshend na své sólové kompilaci Scoop z roku 1983. V žebříčku Billboard Hot 100 se píseň umístila na 34. příčce. V pozdějších letech píseň nahrálo mnoho dalších interpretů, mezi něž patří například skupina Limp Bizkit, a rovněž byla použita v několika televizních seriálech.